# USS Charles J. Badger (DD-657)
USS Charles J. Badger (DD-657) là một tàu khu trục lớp Fletcher được Hải quân Hoa Kỳ chế tạo trong Chiến tranh Thế giới thứ hai. Nó là chiếc tàu chiến duy nhất của Hải quân Mỹ được đặt theo tên Chuẩn đô đốc Charles J. Badger (1853-1932), người tham gia các cuộc Chiến tranh Tây Ban Nha-Hoa Kỳ và Chiến tranh Thế giới thứ nhất. Nó hoạt động cho đến hết Thế Chiến II, ngừng hoạt động một thời gian ngắn rồi lại tiếp tục phục vụ từ năm 1951 đến năm 1957. Con tàu bị bán cho Chile để tháo dỡ làm nguồn phụ tùng cho các con tàu khác vào năm 1974. Charles J. Badgerđược tặng thưởng năm Ngôi sao Chiến trận do thành tích phục vụ trong Thế Chiến II.

## Thiết kế và chế tạo
Charles J. Badgerđược đặt lườn tại xưởng tàu của hãng Bethlehem Steel Co. ở Staten Island, New York vào ngày 24 tháng 9 năm 1942. Nó được hạ thủy vào ngày 3 tháng 4 năm 1943; được đỡ đầu bởi cô I. E. Badger; và nhập biên chế vào ngày 23 tháng 7 năm 1943 dưới quyền chỉ huy của Hạm trưởng, Trung tá Hải quân W. G. Cooper.

## Lịch sử hoạt động

### Thế Chiến II
Charles J. Badger đi đến San Francisco, California vào ngày 30 tháng 11 năm 1943 để nhận nhiệm vụ tại Mặt trận Thái Bình Dương, và đến ngày 17 tháng 12 đã trình diện tại Adak, Alaska, nơi nó hoạt động tuần tra và hộ tống hầu như liên tục tại vùng biển quần đảo Aleut đầy sương mù và bão tố cho đến tháng 8 năm 1944, đồng thời tham gia các đợt bắn phá xuống quần đảo Kuril trong tháng 2 và tháng 6 nhằm đánh lạc hướng đối phương khỏi hướng chiến lược của Đồng Minh về phía Tây quần đảo Alet. Đến ngày 8 tháng 8, nó quay trở về vùng biển nước ấm, ghé qua San Francisco và Trân Châu Cảng trên đường đi đến đảo Manus, nơi nó gia nhập một đoàn tàu vận tải rồi lên đường vào ngày 14 tháng 10 để tham gia Chiến dịch Philippines.
Đi đến vùng biển Philippines, Charles J. Badger bảo vệ cho các tàu vận chuyển trong cuộc đổ bộ ban đầu lên Dulag, Leyte vào ngày 20 tháng 10, đánh trả các cuộc không kích của Nhật Bản trong khi các tàu vận tải đang chất dỡ. Đêm trước khi diễn ra trận Hải chiến vịnh Leyte, nó hộ tống các tàu vận tải rỗng rút lui về New Guinea, nhưng đã cùng đoàn tàu vận tải chở lực lượng tăng viện quay trở lại Leyte vào giữa tháng 11. Sang tháng 12, nó trình diện tại vịnh Huon, New Guinea để tổng dượt cho cuộc đổ bộ tiếp theo lên vịnh Lingayen, Philippines, khi nó lên đường vào ngày 27 tháng 12.
Khi tiến vào vịnh Lingayen vào ngày 8 tháng 1 năm 1945, đội đặc nhiệm của Charles J. Badger chịu đựng những cuộc tấn công cảm tử bởi máy bay Kamikaze Nhật Bản, vốn đã đâm trúng tàu sân bay hộ tống Kitkun Bay (CVE-71). Việc chất dỡ những tàu vận chuyển bắt đầu từ ngày 9 tháng 1, khi hỏa lực phòng không của chiếc tàu khu trục đã giúp bảo vệ chống trả các đợt không kích thường xuyên. Nó hộ tống Kitkun Bay đi vịnh San Pedro hai ngày sau đó, nơi nó làm nhiệm vụ tuần tra, và đến ngày 29 tháng 1, nó bảo vệ cho cuộc đổ bộ lên bờ biển Zambales về phía Bắc Bataan.
Sau một giai đoạn bảo trì và tiếp liệu tại Ulithi, Charles J. Badger quay trở lại Leyte để tổng dượt cho cuộc đổ bộ lên Kerama Retto, một bước đệm quan trọng cho việc tấn công lên Okinawa. Nó đi đến ngoài khơi Retto vào ngày 26 tháng 3 để bảo vệ cho cuộc đổ bộ vốn hoàn toàn gây bất ngờ cho phía Nhật Bản. Tuy nhiên điều này cũng không ngăn được đối phương nhanh chóng tung ra hàng hoạt các cuộc không kích tự sát, và chiếc tàu khu trục đã bắn rơi một máy bay Kamikaze tấn công. Khi cuộc đổ bộ chính bắt đầu, con tàu đã chiếm vị trí phòng thủ bảo vệ ở sườn phía Nam khu vực đổ bộ, và vào ngày 7 tháng 4 nó tham gia một lực lượng đi lên phía Bắc để đối đầu với lực lượng Hải quân Nhật Bản cuối cùng còn lại: thiết giáp hạm Yamato, tàu tuần dương Yahagi cùng tám tàu khu trục. Tuy nhiên, những cuộc không kích của máy bay từ tàu sân bay đã đánh chìm Yamato, Yahagi và bốn tàu khu trục trước khi lực lượng tàu nổi Hoa Kỳ tiếp xúc đối phương.
Charles J. Badger tiếp tục hoạt động bắn pháo theo yêu cầu để trợ giúp binh lính trên bờ. Đang khi nó trực chiến tại vị trí hỗ trợ hỏa lực vào sáng ngày 9 tháng 4, một xuồng máy cảm tử Nhật Bản dài 18 ft (5,5 m) xuất hiện và lao vào con tàu, thả một quả mìn sâu sát bên lườn tàu rồi rút chạy. Vụ nổ đã phá hỏng động cơ của chiếc tàu khu trục và khiến nó bị ngập nước nặng; tuy nhiên việc kiểm soát hư hỏng có hiệu quả đã ngăn được việc ngập nước, và một tàu kéo đã giúp con tàu rút lui về Kerama Retto. Sau khi được sửa chữa tạm thời, nó quay trở về Hoa Kỳ để được đại tu tại Bremerton, Washington, về đến nơi vào ngày 1 tháng 8. Chiếc tàu khu trục được cho xuất biên chế vào ngày 21 tháng 5 năm 1946 và đưa về thành phần dự bị tại Long Beach, California.

### 1951-1957

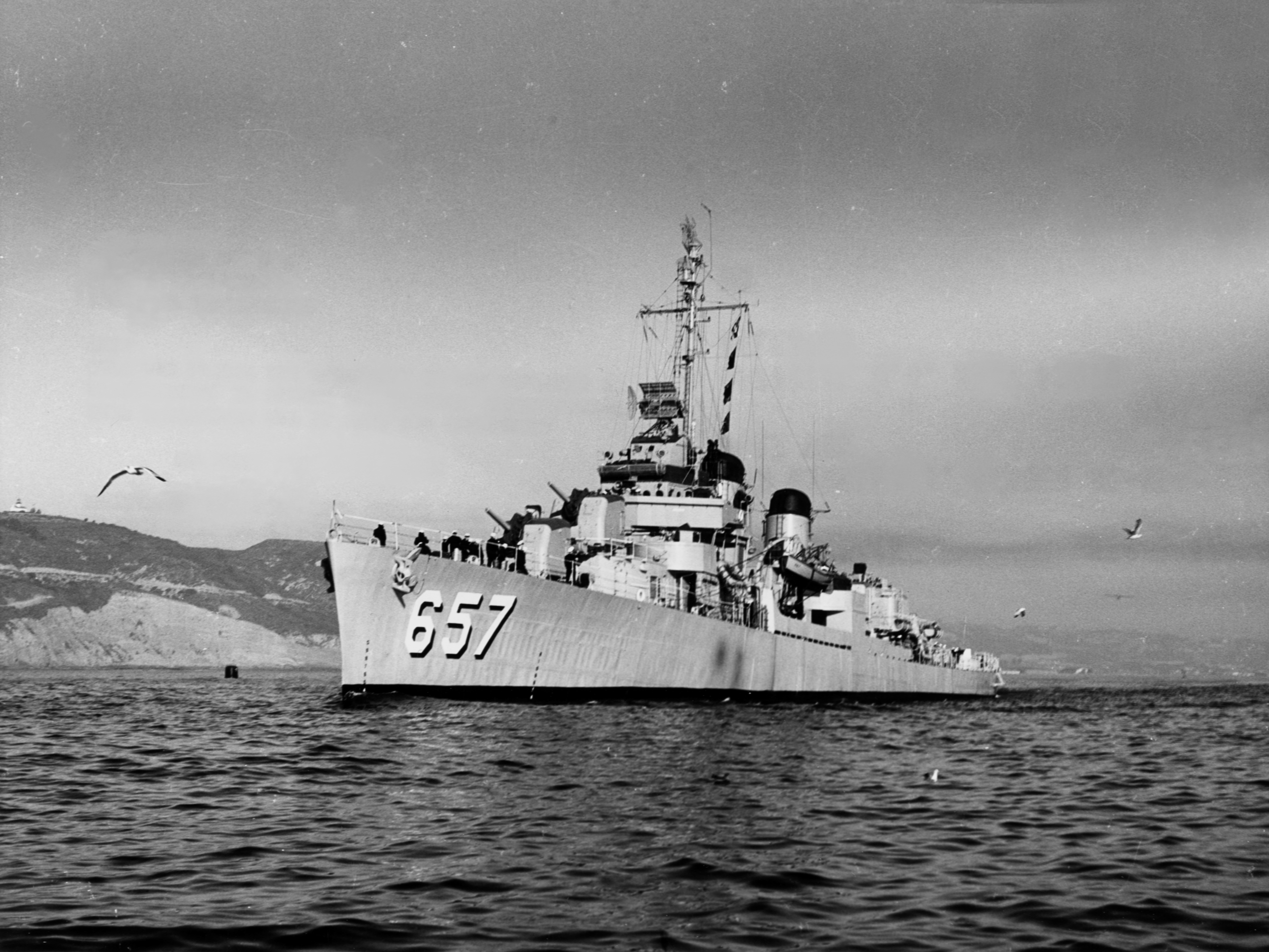
Charles J. Badger sau khi tái biên chế, khoảng năm 1951.

Charles J. Badger được cho nhập biên chế trở lại vào ngày 10 tháng 9 năm 1951, và đến tháng 2 năm 1952 đã chuyển sang cảng nhà mới tại Newport, Rhode Island. Từ căn cứ này, nó hoạt động dọc theo vùng bờ Đông và vùng biển Caribe, huấn luyện và tập trận duy trì khả năng sẵn sàng chiến đấu. Con tàu thực hiện chuyến đi vượt Đại Tây Dương đầu tiên từ ngày 9 tháng 6 đến ngày 23 tháng 7 năm 1953, viếng thăm Portsmouth, Anh Quốc cùng hai tàu sân bay và một tàu khu trục khác. Đến ngày 7 tháng 12, nó khởi hành từ Newport cho chặng đầu tiên của chuyến đi vòng quanh thế giới, hoạt động tuần tra ngoài khơi bờ biển Triều Tiên và tại eo biển Đài Loan trong hai tháng. Con tàu đã giúp vận chuyển những tù binh chiến tranh Trung Hoa lựa chọn gia nhập lực lượng Trung Hoa dân quốc đi từ Inchon đến Đài Loan, rồi hoạt động huấn luyện ngoài khơi Nhật Bản cho đến ngày 22 tháng 5 năm 1954, khi nó tiếp tụ chuyến đi vòng quanh thế giới. Nó đã ghé qua các cảng Hong Kong, Singapore, Colombo, Aden, trước khi băng qua kênh đào Suez để tiến vào Địa Trung Hải, tiếp tục viếng thăm Port Said, Naples, Villefranche-sur-Mer và Lisbon, và về đến Newport vào ngày 17 tháng 7.
Charles J. Badger còn hoàn tất thêm hai lượt phục vụ cùng Đệ Lục hạm đội tại Địa Trung Hải vào đầu năm 1956 và cuối năm 1956-đầu năm 1957, nơi nó tuần tra canh phòng lúc xảy ra vụ Khủng hoảng kênh đào Suez. Con tàu được cho xuất biên chế tại Boston, Massachusetts vào ngày 20 tháng 12 năm 1957; tên nó được cho rút khỏi danh sách Đăng bạ Hải quân vào ngày 1 tháng 2 năm 1974, và được bán cho Chile vào ngày 10 tháng 5 năm 1974 để tháo dỡ làm nguồn phụ tùng cho các con tàu khác còn hoạt động.

## Phần thưởng
Charles J. Badger được tặng thưởng năm Ngôi sao Chiến trận do thành tích phục vụ trong Thế Chiến II.